# Campionati europei di canoa/kayak sprint 2000
I Campionati europei di canoa/kayak sprint 2000 sono stati la 13ª edizione della manifestazione. Si sono svolti a Poznań, in Polonia.

## Medagliere
| Pos.   | Paese      | Oro | Argento | Bronzo | Totale |
| ------ | ---------- | --- | ------- | ------ | ------ |
| 1      | Ungheria   | 5   | 7       | 3      | 15     |
| 1      | Germania   | 5   | 7       | 3      | 15     |
| 3      | Polonia    | 5   | 0       | 3      | 8      |
| 4      | Rep. Ceca  | 2   | 2       | 2      | 6      |
| 5      | Ucraina    | 2   | 2       | 1      | 5      |
| 6      | Russia     | 2   | 0       | 6      | 8      |
| 7      | Slovacchia | 1   | 1       | 1      | 3      |
| 8      | Italia     | 1   | 1       | 0      | 2      |
| 8      | Israele    | 1   | 1       | 0      | 2      |
| 10     | Norvegia   | 1   | 0       | 0      | 1      |
| 10     | Lituania   | 1   | 0       | 0      | 1      |
| 12     | Romania    | 0   | 4       | 0      | 4      |
| 13     | Bulgaria   | 0   | 1       | 3      | 4      |
| 14     | Spagna     | 0   | 0       | 4      | 1      |
| Totale | Totale     | 26  | 26      | 26     | 78     |

## Podi

### Uomini
| Evento    | Oro                                                                        | Tempo    | Argento                                                                       | Tempo    | Bronzo                                                                        | Tempo    |
| Canoa     |                                                                            |          |                                                                               |          |                                                                               |          |
| C1 200 m  | Dmitro Sablin                                                              | 41"596   | Andreas Dittmer                                                               | 41"724   | Martin Doktor                                                                 | 41"744   |
| C1 500 m  | Maksim Opalev                                                              | 1'49"107 | Andreas Dittmer                                                               | 1'49"147 | Nikolaj Buhalov                                                               | 1'50"517 |
| C1 1000 m | Martin Doktor                                                              | 4'02"227 | Andreas Dittmer                                                               | 4'03"067 | Maksim Opalev                                                                 | 4'06"637 |
| C2 200 m  | Polonia Paweł Baraszkiewicz Daniel Jędraszko                               | 38"533   | Rep. Ceca Petr Procházka Jan Břečka                                           | 38"737   | Russia Alexander Artemida Konstantin Fomichev                                 | 38"985   |
| C2 500 m  | Polonia Paweł Baraszkiewicz Daniel Jędraszko                               | 1'42"309 | Romania Iosif Anisim Ionel Averian                                            | 1'42"687 | Russia Aleksandr Kovalëv Aleksandr Kostoglod                                  | 1'43"941 |
| C2 1000 m | Polonia Paweł Baraszkiewicz Michał Gajownik                                | 3'43"665 | Romania Iosif Anisim Ionel Averian                                            | 3'43"815 | Russia Aleksandr Kovalëv Aleksandr Kostoglod                                  | 3'43"869 |
| C4 200 m  | Rep. Ceca Jan Břečka Petr Procházka Karel Kožíšek Petr Fuksa               | 35"515   | Ungheria Ervin Hoffman Miklós Buzál Attila Végh György Kolonics               | 35"727   | Ucraina Alexander Mostovenko Mikhail Slivinskiy Sergiy Klimniuk Dmitro Sablin | 35"951   |
| C4 500 m  | Russia Vladimir Ladocha Pavel Konovalov Andrei Kabanov Vladislav Polzounov | 1'33"090 | Romania Chiriac Marcov Gheorghe Andriev Robert Vinturis Silviu Simiocencu     | 1'33"648 | Ungheria Gábor Fürdök Gábor Iván Sándor Malomsoki Csaba Hüttner               | 1'33"696 |
| C4 1000 m | Ungheria György Zala György Kozmann Gábor Fürdök Gábor Iván                | 3'22"784 | Romania Gheorghe Andriev Silviu Simiocencu Chiriac Marcov Robert Vinturis     | 3'23"954 | Rep. Ceca Petr Netušil Jan Machac Petr Fuksa Viktor Jirasky                   | 3'24"338 |
| Kayak     |                                                                            |          |                                                                               |          |                                                                               |          |
| K1 200 m  | Alvydas Duonėla                                                            | 36"967   | Oleksiy Slivinskiy                                                            | 36"991   | Jaime Acuna Iglesias                                                          | 36"999   |
| K1 500 m  | Ákos Vereckei                                                              | 1'37"944 | Michael Kolganov                                                              | 1'38"400 | Petăr Merkov                                                                  | 1'39"144 |
| K1 1000 m | Michael Kolganov                                                           | 3'36"502 | Petăr Merkov                                                                  | 3'36"682 | Lutz Liwowski                                                                 | 3'37"876 |
| K2 200 m  | Ucraina Mikhail Luchnik Mykola Zaichenkov                                  | 33"722   | Germania Tim Wieskötter Ronald Rauhe                                          | 33"890   | Slovacchia Rastislav Kužel Martin Chorváth                                    | 33"942   |
| K2 500 m  | Germania Tim Wieskötter Ronald Rauhe                                       | 1'29"859 | Rep. Ceca Pavel Holubar Radek Zaruba                                          | 1'30"117 | Ungheria István Beé Vince Fehérvári                                           | 1'31"269 |
| K2 1000 m | Norvegia Nils Olav Fjeldheim Eirik Verås Larsen                            | 3'18"299 | Ungheria Krisztián Veréb Krisztián Bártfai                                    | 3'19"199 | Russia Oleg Gorobii Yevgeny Salakhov                                          | 3'19"349 |
| K4 200 m  | Slovacchia Rastislav Kužel Juraj Kadnár Martin Chorváth Andrej Wiebauer    | 31"618   | Ucraina Mykola Zaichenkov Mikhail Luchnik Andrei Borzhukov Oleksiy Slivinskiy | 31"974   | Ungheria István Beé Gyula Kajner Vince Fehérvári Róbert Hegedűs               | 32"106   |
| K4 500 m  | Germania Stefan Ulm Jan Schäfer Mark Zabel Björn Bach                      | 1'21"513 | Slovacchia Juraj Tarr Erik Vlček Róbert Erban Richard Riszdorfer              | 1'21"945 | Russia Anatoli Tischenko Andrei Chtchegolikhin Oleg Gorobii Yevgeny Salakhov  | 1'22"203 |
| K4 1000 m | Germania Stefan Ulm Jan Schäfer Mark Zabel Björn Bach                      | 2'58"890 | Ungheria Ákos Vereckei Botond Storcz Gábor Horváth Zoltán Kammerer            | 3'00"498 | Bulgaria Milko Kazanov Adrian Dushev Petăr Merkov Petăr Sibinkich             | 3'00"846 |

### Donne
| Evento    | Oro                                                              | Tempo    | Argento                                                          | Tempo    | Bronzo                                                                | Tempo    |
| Kayak     |                                                                  |          |                                                                  |          |                                                                       |          |
| K1 200 m  | Rita Kőbán                                                       | 42"624   | Josefa Idem                                                      | 42"676   | Elżbieta Urbańczyk                                                    | 42"824   |
| K1 500 m  | Rita Kőbán                                                       | 1'51"584 | Katrin Wagner                                                    | 1'52"824 | Elżbieta Urbańczyk                                                    | 1'54"094 |
| K1 1000 m | Josefa Idem                                                      | 4'04"210 | Kinga Bóta                                                       | 4'04"744 | Manuela Mucke                                                         | 4'06"777 |
| K2 200 m  | Polonia Beata Sokołowska Aneta Pastuszka                         | 39"306   | Germania Katrin Kieseler Birgit Fischer                          | 40"854   | Spagna Beatriz Manchón Belen Sanchez                                  | 41"210   |
| K2 500 m  | Polonia Beata Sokołowska Aneta Pastuszka                         | 1'40"150 | Ungheria Kinga Bóta Katalin Kovács                               | 1'40"348 | Germania Katrin Kieseler Birgit Fischer                               | 1'42"616 |
| K2 1000 m | Germania Katrin Kieseler Birgit Fischer                          | 3'44"434 | Ungheria Erzsébet Viski Ágnes Szadovszki                         | 3'48"058 | Polonia Beata Sokołowska Aneta Pastuszka                              | 3'48"358 |
| K4 200 m  | Ungheria Szilvia Szabó Erzsébet Viski Kinga Bóta Katalin Kovács  | 35"768   | Germania Katrin Wagner Birgit Fischer Manuela Mucke Anett Schuck | 36"588   | Spagna Beatriz Manchón Ana María Penas Izaskun Aramburu Belen Sanchez | 36"816   |
| K4 500 m  | Germania Katrin Wagner Birgit Fischer Manuela Mucke Anett Schuck | 1'31"755 | Ungheria Szilvia Szabó Erzsébet Viski Rita Kőbán Katalin Kovács  | 1'31"895 | Spagna Beatriz Manchón Ana María Penas Izaskun Aramburu Belen Sanchez | 1'34"895 |